# Karol Zalewski
Karol Zalewski (Reszel, 7 augustus 1993) is een atleet uit Polen, die zich heeft gespecialiseerd in de 400 m. Zijn voornaamste successen boekte hij als lid van een estafetteploeg.

## Loopbaan
In 2018 werd Zalewski samen met zijn ploeggenoten |wereldkampioen indoor op de 4x400m estafette. Hij won tijdens de Olympische Spelen van 2020 met de Poolse ploeg de olympische titel op de 4x400m gemengde estafette. Dit nummer debuteerde in Tokio op het olympisch programma.

## Titels
- Wereldkampioen indoor 4 × 400 m - 2018
- Olympisch kampioene 4 × 400 m gemengd - 2020

## Persoonlijke records
Outdoor
| Onderdeel | Prestatie          | Datum           | Plaats    |
| --------- | ------------------ | --------------- | --------- |
| 100 m     | 10,25 s (+0,9 m/s) | 23 juni 2013    | Bydgoszcz |
| 200 m     | 20,26 s (-0,3 m/s) | 28 juli 2016    | Sopot     |
| 400 m     | 45,11 s            | 8 augustus 2018 | Berlijn   |

Indoor
| Onderdeel | Prestatie | Datum             | Plaats |
| --------- | --------- | ----------------- | ------ |
| 400 m     | 46,20 s   | 17 september 2018 | Toruń  |

## Palmares

### 200 m
- 2013: HF WK - 20,66
- 2014: 8e EK - 20,58
- 2015: Series WK - 20,77
- 2016: 4e ½ fin. EK - 20,69
- 2016: Series OS - 20,54

### 400 m
- 2018: 4e EK - 45,32
- 2019: ½ fin EKI - DNS
- 2021: Series OS - 2.15,38
- 2022: 6e EK - 45,62

### 4 x 100 m
- 2013: Series WK - 38,51
- 2014: Series World Athletics Relays - 38,60
- 2014: 6e EK - 38,85
- 2016: 6e EK - 38,69

### 4 x 200 m
- 2015: 4e World Athletics Relays - 1.22,85
- 2021: Finale World Athletics Relays - DQ

### 4 x 400 m
- 2015:  EKI - 3.02,97
- 2015: Series World Athletics Relays - 3.05,13
- 2018:  WK indoor - 3.02,37
- 2018: 5e EK - 3.02,27
- 2019: 15e World Athletics Relays - 3.05,91
- 2021: Series World Athletics Relays - 3.05,04
- 2021: 5e OS - 2.58,46
- 2022: 9e WK - 3.02,51
- 2022: Series EK - 3.02,95

### 4 x 400 m gemengd
- 2019: 5e World Athletics Relays - 3.20,65[1]
- 2021:  OS - 3.09,87 (AR/OR)
- 2022: 4e WK – 3.12,31

2020: Karol Zalewski, Natalia Kaczmarek, Justyna Święty-Ersetic, Kajetan Duszyński · 
2024: Eugene Omalla, Lieke Klaver, Isaya Klein Ikkink, Femke Bol
- World Athletics: 14403529